# Melocactus conoideus
Melocactus conoideus es una especie de plantas de la familia Cactaceae. Es endémica del sudeste de Bahía (Brasil), donde se encuentra en las secas sabanas.  Es una especie común en todo el mundo como planta ornamental.

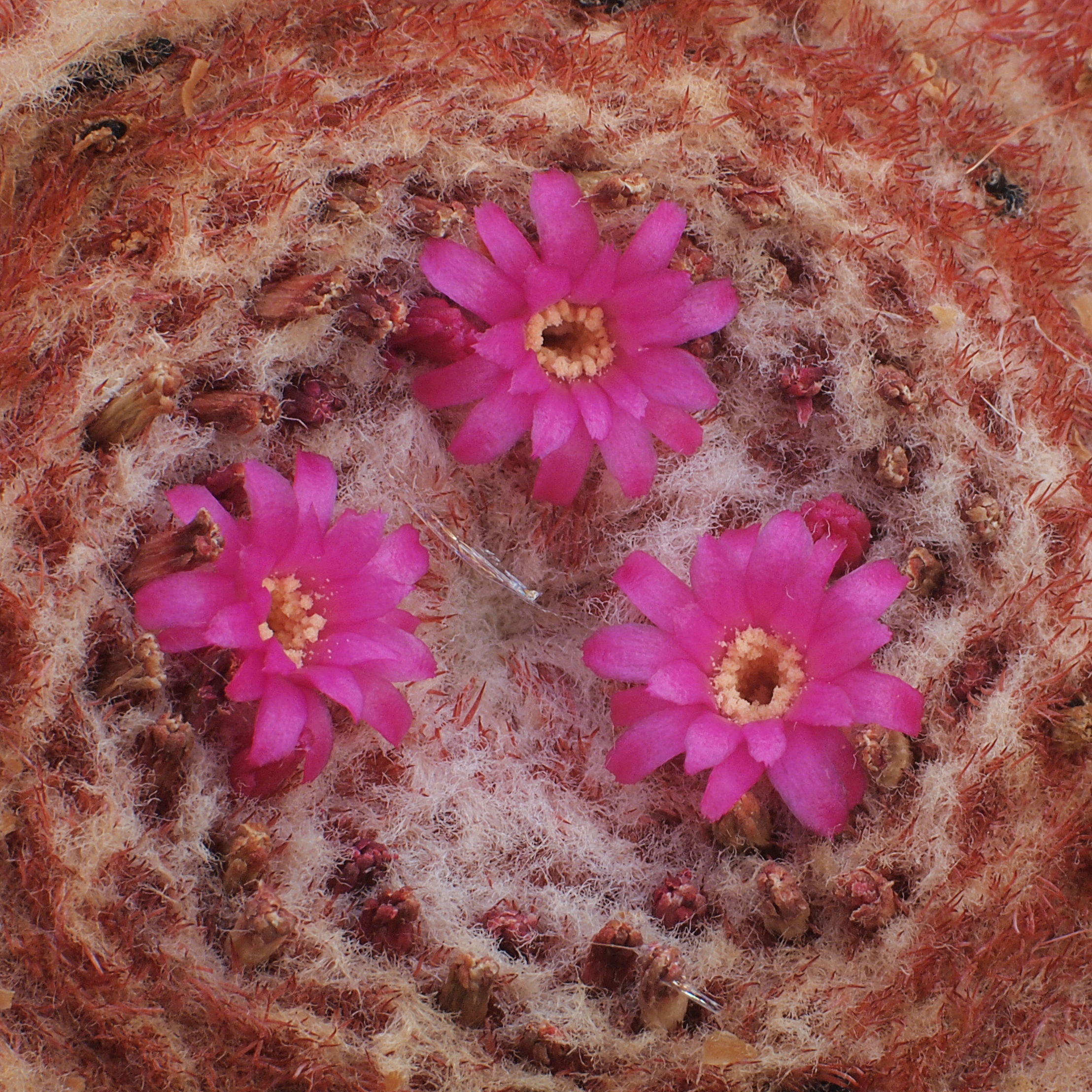
Vista por arriba

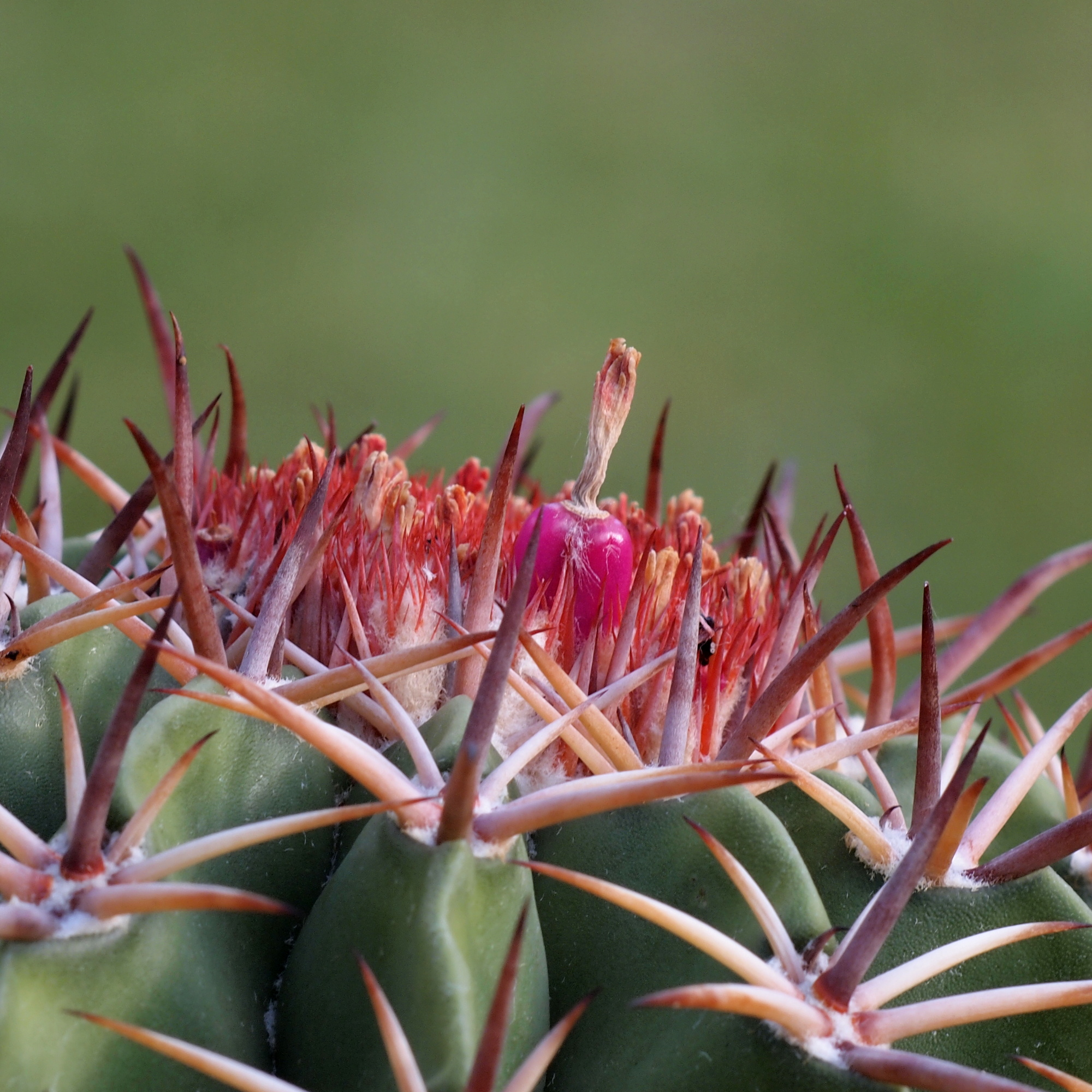
Vista de la planta

## Descripción
Melocactus conoideus es esférica a semiesférica, alcanzando la altura de hasta 10 centímetros y un diámetro de hasta 17 centímetros. tiene 11 a 14 costillas muy bajas y redondeadas.  Las espinas centrales tienen de 2 a 2,2 centímetros de largo y 8 a 11 espinas radiales erectas y largas, de 3,5 cm. El cefalio está formado a partir de la abundante lana blanca y es de color rojo oscuro alcanzando hasta 4 cm y alcanza un diámetro de 7,5 centímetros. Las flores son moradas y miden hasta 2.2 cm de largo y  un diámetro de 1 centímetro. Los frutos son más o menos rosados, magenta, y alcanzan una longitud de 1,8 centímetros. La carne es blanca.

## Taxonomía
Melocactus conoideus fue descrita por Buining & Brederoo y publicado en Kakteen (H.Krainz) 55–56. 1973.
Etimología
Melocactus: nombre genérico, utilizado por primera vez por Tournefort, proviene del latín melo, abreviación de melopepo (término con que Plinio el Viejo designaba al melón). Se distingue de las demás cactáceas cilíndricas por tener un cefalio o gorro rojo, razón por la que los primeros españoles que llegaron a Sudamérica le llamaban "gorro turco".
conoideus: epíteto latino que significa "como un cono".